# C14orf132
C14orf132 (англ. Chromosome 14 open reading frame 132) – білок, який кодується однойменним геном, розташованим у людей на 14-й хромосомі. Довжина поліпептидного ланцюга білка становить 83 амінокислот, а молекулярна маса — 8 830.
| 10         |  | 20         |  | 30         |  | 40         |  | 50         |
| ---------- |  | ---------- |  | ---------- |  | ---------- |  | ---------- |
| MDLSFMAAQL |  | PMMGGAFMDS |  | PNEDFSTEYS |  | LFNSSANVHA |  | AANGQGQPED |
| PPRSSNDAVL |  | LWIAIIATLG |  | NIVVVGVVYA |  | FTF        |  |            |

A: Аланін

D: Аспарагінова кислота

E: Глутамінова кислота

F: Фенілаланін

G: Гліцин

H: Гістидин

I: Ізолейцин

L: Лейцин

M: Метіонін

N: Аспарагін

P: Пролін

Q: Глутамін

R: Аргінін

S: Серин

T: Треонін

V: Валін

W: Триптофан

Локалізований у мембрані.